# Tierra del Vino
Die Comarca Tierra del Vino ist eine der acht Comarcas in der Provinz Valladolid der autonomen Gemeinschaft Kastilien und León.
Sie umfasst 23 Gemeinden auf einer Fläche von 1.271,64 km² mit dem Hauptort Tordesillas.

## Gemeinden
| Gemeinde                    | Einwohner (2024) | Fläche km² | Dichte Einw./km² | Cod INE | Postleitzahl |
| --------------------------- | ---------------- | ---------- | ---------------- | ------- | ------------ |
| Alaejos                     | 1.407            | 102,49     | 14               | 47004   | 47510        |
| Bercero                     | 177              | 41,37      | 4                | 47017   | 47115        |
| Castrejón de Trabancos      | 176              | 30,20      | 6                | 47037   | 47512        |
| Castronuño                  | 767              | 124,46     | 6                | 47045   | 47520        |
| Fresno el Viejo             | 836              | 64,46      | 13               | 47065   | 47480        |
| Matapozuelos                | 1.015            | 50,51      | 20               | 47082   | 47230        |
| Matilla de los Caños        | 113              | 12,29      | 9                | 47083   | 47114        |
| Nava del Rey                | 1.925            | 126,10     | 15               | 47101   | 47500        |
| Pedrosa del Rey             | 148              | 51,93      | 3                | 47113   | 47112        |
| Pollos                      | 562              | 50,53      | 11               | 47121   | 47116        |
| Pozaldez                    | 500              | 27,97      | 18               | 47124   | 47220        |
| Rueda                       | 1.103            | 90,50      | 12               | 47139   | 47490        |
| San Miguel del Pino         | 367              | 7,45       | 49               | 47146   | 47132        |
| San Román de Hornija        | 301              | 41,76      | 7                | 47150   | 47530        |
| La Seca                     | 1.013            | 65,90      | 15               | 47158   | 47491        |
| Serrada                     | 1.109            | 24,19      | 46               | 47159   | 47231        |
| Siete Iglesias de Trabancos | 419              | 61,29      | 7                | 47160   | 47511        |
| Tordesillas                 | 8.638            | 141,68     | 61               | 47165   | 47100        |
| Torrecilla de la Abadesa    | 250              | 27,34      | 9                | 47166   | 47114        |
| Torrecilla de la Orden      | 227              | 59,88      | 4                | 47167   | 47513        |
| Ventosa de la Cuesta        | 101              | 16,21      | 6                | 47192   | 47232        |
| Villafranca de Duero        | 241              | 10,39      | 23               | 47204   | 47529        |
| Villalar de los Comuneros   | 490              | 42,74      | 11               | 47210   | 47111        |
| Comarca Tierra del Vino     | 21.885           | 1.271,64   | 17               | –       | –            |